# Peter-und-Paul-Kirche (Kiwity)

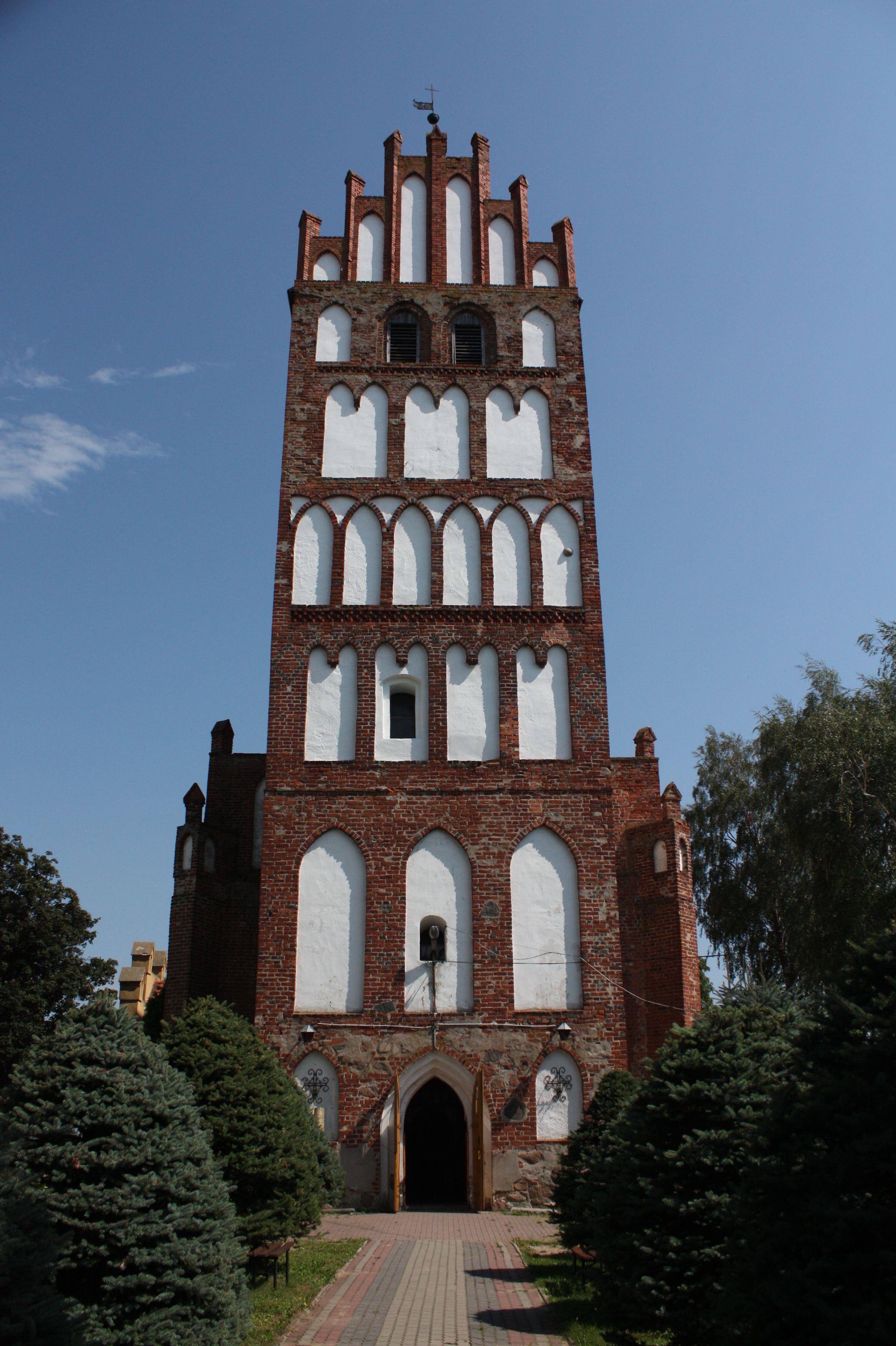
Die Kirche in Kiwity (Kiwitten)

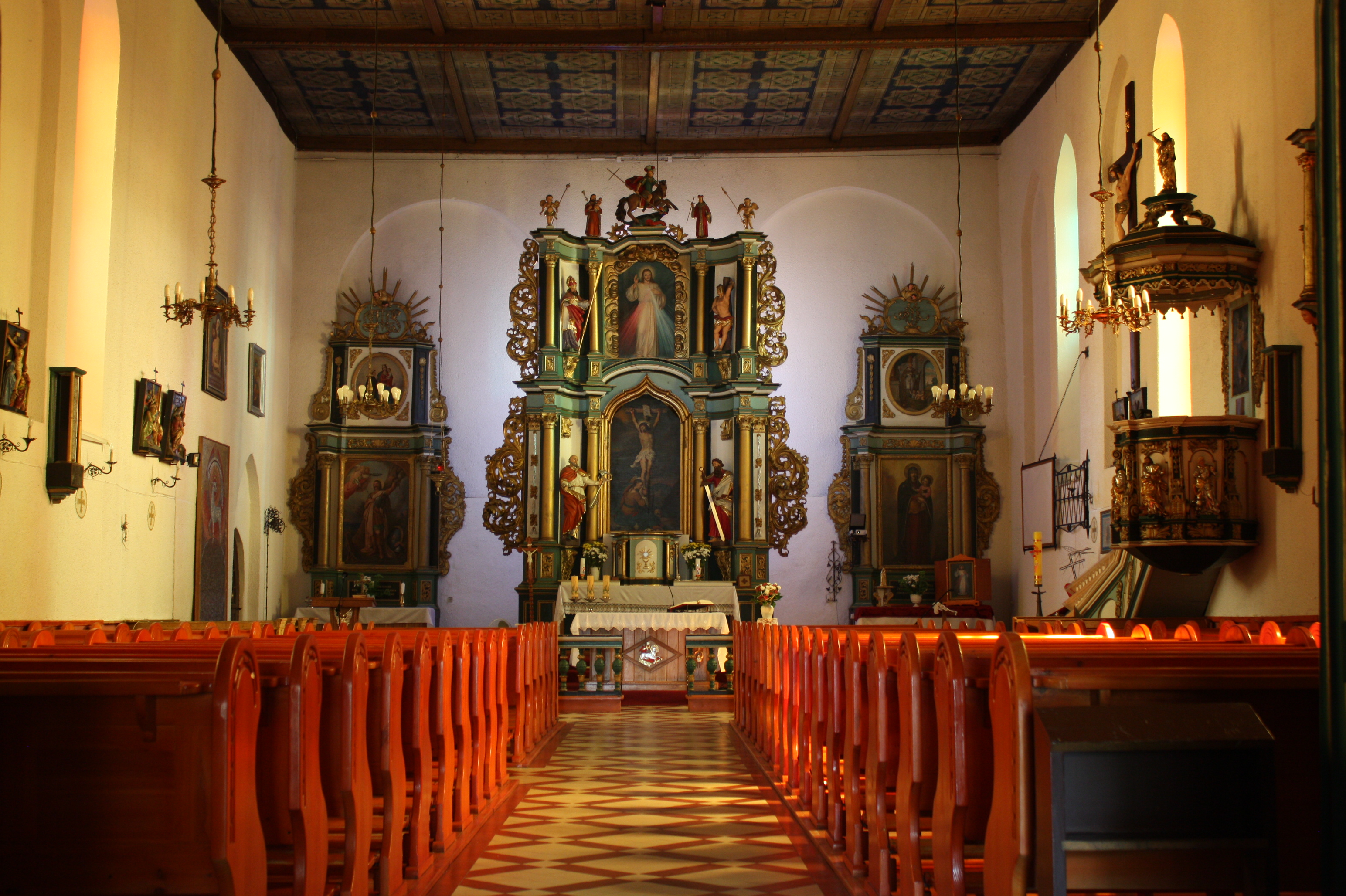
Der Innenraum der Peter-und-Paul-Kirche in Kiwity (Kiwitten)

Die Peter-und-Paul-Kirche in Kiwity (deutsch Kiwitten) befindet sich im Ermland, in der Woiwodschaft Ermland-Masuren im Nordosten Polens. 

## Geschichte
Das Dorf Kiwitten wurde erstmals im Jahre 1319 urkundlich erwähnt, als der ermländische Bischof Eberhard von Neisse 30 Hufen nach dem Kulmer Recht an Gerhart von Kiwitten verlieh. In dieser Handfeste wurde schon ein Pfarreramt ernannt, was darauf hindeuten kann, dass sich schon zu dieser Zeit im Dorf zumindest eine Kapelle befunden hätte können. Die Kirche in Kiwitten bestand wahrscheinlich schon im Jahre 1325, obwohl die erste Erwähnung in historischen Quellen erst aus dem Jahre 1335 stammt. Die erste Kirche war ein Holzbau, der durch den gegenwärtigen Ziegelbau ersetzt wurde. Das Langhaus wurde in der zweiten Hälfte des 14. Jahrhunderts gebaut und der Turm um 1400 begonnen. Das Langhaus wurde um 1420 vollendet und der Turm um 1450 beendet. Im Jahre 1687 wurde der Turm renoviert, im Jahre 1722 die Sakristei umgestaltet und im Jahre 1791 die Außenwände erneuert. Im Jahre 1862 wurde die Kirche gründlich renoviert. Während dieser Bauarbeiten rekonstruierte man teilweise auch die beiden Giebel (dabei wurde der Westgiebel gesenkt und neu ausgeführt) und gestaltete die Sakristei im neugotischen Stil. Im Jahre 1879 erfolgte die erneute Kirchweihe. Die letzte Renovierung fand im Jahr 1972 statt.

## Architektur und Ausstattung
Die Kirche in Kiwitten ist ein für das dörfliche Ermland typischer gotischer Saalbau. Die Kirche ist auf dem Grundriss eines Rechtecks aus Ziegelstein-Sichtmauerwerk erbaut, mit Feldsteinzugabe im Erdgeschoss. Das Satteldach wurde mit Dachziegeln bedeckt. Das Langhaus wurde in dem Ecken mit Strebepfeilern verstärkt. Zu der Westseite des Langhauses hat man einen fünfstöckigen, durch Blenden gegliederten Turm hinzugestellt und den Ostteil der Kirche mit flacher Wand mit Treppengiebel geschlossen. Im Erdgeschoss des Turmes befindet sich ein Spitzbogenportal, flankiert mit zwei weiteren Blenden. Den Turm bekrönen zwei Giebel, der südliche und der nördliche. Die Blenden in dem östlichen Treppengiebel des Langhauses füllen die ganze Länge des Giebels auf. Die Süd- und Westfassade sind wechselweise mit Fenstern und Blenden gegliedert. Bei der Nordwand befindet sich eine Sakristei, an der Ostwand ist eine Vermauerung zu sehen, die auf einstige Anwesenheit einer Vorhalle an dieser Stelle hindeuten kann. 
Der Innenraum der Kirche ist einräumig, überdeckt mit einer Decke, mit integriertem Chor an der Ostseite. Das Gebäude ist mit einer Ziegelsteinmauer umgeben, in die drei Kapellen integriert sind.
Zur wertvollsten Ausstattung der Kirche gehören eine spätgotische Holzskulptur der Schmerzensmadonna, die sekundär im barocken Hauptaltar aus dem Jahre 1726 untergebracht wurde, und die barocke Kanzel, ebenfalls aus dem Jahre 1726.